# Taşoz
Taşoz – turecki niszczyciel z początku XX wieku, jedna z czterech zbudowanych we Francji jednostek typu Samsun. Okręt został zwodowany w 1907 roku w stoczni Schneidera w Nantes, a w skład marynarki Imperium Osmańskiego wszedł w 1907 roku. Niszczyciel wziął udział w wojnie włosko-tureckiej, I wojnie bałkańskiej i I wojnie światowej, a po remoncie w latach 20. służył pod banderą Republiki Turcji do 1932 roku. Okręt został złomowany w 1949 roku.

## Projekt i budowa
Niszczyciele typu Samsun zostały zamówione przez Turcję we Francji w 1906 roku. Kontrakt na budowę jednostek podpisano 22 stycznia 1906 roku. Okręty były ulepszoną wersją pierwszego typu francuskich niszczycieli – Durandal.
„Taşoz” zbudowany został w stoczni Schneidera w Nantes . Stępkę okrętu położono w czerwcu 1906 roku, a zwodowany został w 1907 roku .

## Dane taktyczno-techniczne
Okręt był niszczycielem z kadłubem wykonanym ze stali o długości całkowitej 58,2 metra (między pionami 56,3 metra) szerokości 6,3 metra i zanurzeniu 2,8 metra . Wyporność normalna wynosiła 284 tony . Jednostka napędzana była przez dwie pionowe maszyny parowe potrójnego rozprężania SACAG o łącznej mocy 5950 KM, do których parę dostarczały dwa kotły typu Normand. Prędkość maksymalna napędzanego dwoma śrubami okrętu wynosiła 28 węzłów. Okręt zabierał zapas 70 ton węgla, co zapewniało zasięg wynoszący 975 Mm przy prędkości 15 węzłów .
Na uzbrojenie artyleryjskie okrętu składały się: pojedyncze działo kalibru 65 mm QF M1902 L/50 z zapasem 300 nabojów i cztery pojedyncze szybkostrzelne działa kal. 47 mm QF M1902 L/50 (z łącznym zapasem 1200 nabojów) . Broń torpedową stanowiły zamontowane na pokładzie dwie pojedyncze obracalne wyrzutnie kal. 450 mm, z łącznym zapasem sześciu torped.
Załoga okrętu składała się z 67 oficerów, podoficerów i marynarzy.

## Służba
„Taşoz” został przyjęty w skład marynarki wojennej Imperium Osmańskiego w 1907 roku w Stambule . 1 października 1911 roku, po wybuchu wojny włosko-tureckiej, „Taşoz” wraz z siostrzanymi niszczycielami „Samsun”, „Basra” i „Yarhisar” wszedł w skład zespołu floty osmańskiej skierowanego do obrony Dardaneli (składającego się oprócz nich z pancerników „Barbaros Hayreddin”, „Turgut Reis” i „Mesudiye” oraz torpedowca „Demirhisar”), jednak już nazajutrz wszystkie okręty powróciły do Stambułu w celu dokonania koniecznych napraw i pobrania zaopatrzenia. Na pozycje obronne flota osmańska powróciła 12 października, nie przejawiając większej aktywności do końca konfliktu.
Podczas I wojny bałkańskiej, 12 grudnia 1912 roku „Taşoz” i „Basra” udały się na patrol na wody Dardaneli, chcąc wciągnąć w zasadzkę greckie niszczyciele, jednak musiały powrócić ze względu na kłopoty z kotłami. W dniach 7–11 lutego 1913 roku „Taşoz” i „Basra” wraz z okrętem pancernym „Asar-i Tevfik” wzięły udział w nieudanym desancie pod Podimą na wybrzeżu Morza Czarnego, tracąc w tej akcji okręt pancerny. W kwietniu i maju „Taşoz” wraz z torpedowcem „Berk Efşan” eskortowały transportowiec „Kizilirmak”, pływający z Konstancy do Stambułu.
W momencie wybuchu I wojny światowej niszczyciel był już przestarzały i miał niską wartość bojową . W dniach 14–16 sierpnia 1914 roku „Taşoz” wraz z krążownikiem „Berk-i Satvet” patrolowały cieśniny tureckie. 21 września „Taşoz” i „Basra” eskortowały krążownik liniowy „Yavuz Sultan Selim” podczas rejsu patrolowego na Morzu Czarnym. Rankiem 29 października „Taşoz” wraz z siostrzanym „Samsun” i krążownikiem liniowym „Yavuz Sultan Selim” wziął udział w przeprowadzonym bez wypowiedzenia wojny ataku na rosyjski port w Sewastopolu. Po ataku oba niszczyciele uczestniczyły w akcji ratunkowej marynarzy z samozatopionego rosyjskiego stawiacza min „Prut”, biorąc na pokłady łącznie 75 rozbitków. 
W 1915 roku wyeksploatowana siłownia okrętu pozwalała na osiągnięcie prędkości maksymalnej 17 węzłów, a liczebność załogi wzrosła do 91 osób (17 Niemców i 74 Turków). 1 kwietnia 1915 roku Bosfor opuścił zespół tureckich okrętów, składający się z krążowników „Mecidiye” i „Hamidiye” oraz niszczycieli „Taşoz”, „Samsun”, „Muâvenet-i Milliye” i „Yâdigâr-ı Millet”, z zadaniem zaatakowania Odessy. Zespół dalekiej osłony tej operacji stanowiły krążowniki „Yavuz Sultan Selim” i „Midilli”, patrolując wody na zachód od Krymu. W nocy z 2 na 3 kwietnia zespół dotarł po Odessę, a niszczyciele rozpoczęły trałowanie. 3 kwietnia o godzinie 4:00 trały „Taşoza” i „Samsuna” uległy uszkodzeniu, a o 6:40 16 mil morskich od odeskiej latarni morskiej na minę wszedł krążownik „Mecidiye”, doznając tak ciężkich uszkodzeń, że po zdjęciu załogi i zniszczeniu uzbrojenia oraz radiostacji został on dobity torpedą wystrzeloną przez „Yâdigâr-ı Millet”. Operację przerwano, a okręty powróciły do bazy 4 kwietnia.
Przed atakiem sił Ententy na Gallipoli „Taşoz” wraz z siostrzanymi niszczycielami eskortował transporty wojsk osmańskich, organizowane w celu wzmocnienia sił broniących Dardaneli. 3 sierpnia 1915 roku krążownik „Hamidiye” i niszczyciele „Taşoz”, „Muâvenet-i Milliye” oraz „Numûne-i Hamiyet” eskortowały do portu Zonguldak konwój składający się ze statków „Zonguldak”, „Eresos”, „Illiria” i „Seyhun”.
28 października 1916 roku „Taşoz” przewiózł do Konstancy grupę niemieckich oficerów, którzy mieli nadzorować utworzenie tam bazy morskiej dla okrętów państw centralnych. 
22 stycznia 1918 roku niszczyciele „Taşoz” i „Numûne-i Hamiyet” oraz torpedowiec „Akhisar” bazowały w Çanakkale, gotowe do ochrony osiadłego na mieliźnie krążownika liniowego „Yavuz Sultan Selim” przed atakiem wrogich okrętów podwodnych. 30 marca „Taşoz”, „Samsun” i „Basra” eskortowały niemiecki transportowiec „Patmos”, przewożący żołnierzy z Konstancy do Odessy. W październiku okręt odstawiono do rezerwy w Stambule .
Po zakończeniu wojny, 29 października 1923 roku „Taşoz” został wcielony do nowo powstałej marynarki wojennej Republiki Turcji. W latach 1924–1925 jednostka przeszła remont w Deniz Fabrikaları w Stambule i po jego zakończeniu podjęła czynną służbę. Okręt wycofano ze składu floty w 1932 roku, po zakupie we Włoszech nowych niszczycieli. Niszczyciel został złomowany dopiero w 1949 roku w Gölcük .